# Vipers Modena 2019
Questa voce raccoglie le informazioni riguardanti i Vipers Modena nelle competizioni ufficiali della stagione 2019.

## Roster
| Roster dei Vipers Modena (2019) |
| --- |
| Quarterback - 13 Stefano Barbieri - 20 Frej Chaieb - 33 Umberto Barile Running Back - 3 Enrico Goldoni - 5 Giuseppe Leo - 8 Manuel Lorusso - 11 Alec Magni Baraldi - 25 Matteo Bianco - 29 Massimiliano Trenti - 37 Marius Gheorghe Chiriac - 45 Mattia Ferrari Wide Receiver - 21 Riccardo Grazia - 82 Dario Amato - 85 Giltrad Qualtieri - 87 Patryk Kowacz Offensive Linemen - 52 Alessandro Ficcarelli - 56 Davide Calderaro - 58 Mattia Bommicino - 60 Kamil Kowacz - 66 Alessandro Bigliardi - 75 Davide Leoni - 77 Davide Aldovrandi Defensive Linemen - 7 Flavio Piliego DE - 40 Simone Pettinati - 50 Iron Bommicino - 71 Gianluca Bacchiavini - 74 Marcello Briglia - 90 Yassir El Jabrani - 95 Alberto Berardi - 98 Leguil Tchenega Tene Linebacker - 10 Roberto Cardile - 24 Federico Barbera - 49 Andrea Chiossi - 55 Myrteza Vrapi - Marco Ricci Defensive Back - 2 Matteo Botti CB - 4 Marco Archilli - 6 Klorment Vrapi CB - 22 Roberto Vitale (calciatore) FS - 23 Riccardo Gambuzzi FS - 28 Matteo Galante Special Team |

## Seconda Divisione FIDAF 2019

### Stagione regolare
| Bologna 2 marzo 2019, ore 21:00 | Braves Bologna | 26 – 20 (6-0 13-6 0-8 7-6) referto | Vipers Modena | KPRO Stadium (90 spett.)\| Arbitro: \| F. Garlaschi \| |
| Arbitro:                        | F. Garlaschi   |                                    |               |                                                        |

| Modena 17 marzo 2019, ore 14:30 | Vipers Modena | 21 – 6 (7-0 8-6 6-0 0-0) referto | Red Jackets Sarzana | Polisportiva Saliceta San Giuliano |

| Roma 24 marzo 2019, ore 15:00 | Pretoriani Roma | 31 – 22 (14-0 10-14 7-0 0-8) referto | Vipers Modena | C.S. Gentili (400 spett.)\| Arbitro: \| Colombo \| |
| Arbitro:                      | Colombo         |                                      |               |                                                    |

| Modena 7 aprile 2019, ore 14:30 | Vipers Modena | 7 – 17 (0-3 7-0 0-7 0-7) referto | Hogs Reggio Emilia | Polisportiva Saliceta San Giuliano |

| Modena 4 maggio 2019, ore 20:00 | Vipers Modena | 21 – 12 (0-0 7-12 7-0 7-0) referto | Braves Bologna | Polisportiva Saliceta San Giuliano |

| Sarzana 12 maggio 2019, ore 15:00 | Red Jackets Sarzana | 36 – 14 (8-7 6-0 0-7 22-0) referto | Vipers Modena | C.S. Isoppo (50 spett.)\| Arbitro: \| Camossa \| |
| Arbitro:                          | Camossa             |                                    |               |                                                  |

| Modena 18 maggio 2019, ore 20:50 | Vipers Modena | 6 – 42 (0-6 0-14 6-8 0-14) referto | Pretoriani Roma | Polisportiva Saliceta San Giuliano |

| Scandiano 26 maggio 2019, ore 15:00 | Hogs Reggio Emilia | 17 – 0 (3-0 0-0 0-0 14-0) referto | Vipers Modena | Stadio Andrea Torelli (200 spett.)\| Arbitro: \| F. Garlaschi \| |
| Arbitro:                            | F. Garlaschi       |                                   |               |                                                                  |

## Statistiche di squadra
| Competizione | %Vittorie | In casa | In casa | In casa | In casa | In casa | In casa | In trasferta | In trasferta | In trasferta | In trasferta | In trasferta | In trasferta | Totale | Totale | Totale | Totale | Totale | Totale |
| Competizione | %Vittorie | G       | V       | N       | P       | Pf      | Ps      | G            | V            | N            | P            | Pf           | Ps           | G      | V      | N      | P      | Pf     | Ps     |
| ------------ | --------- | ------- | ------- | ------- | ------- | ------- | ------- | ------------ | ------------ | ------------ | ------------ | ------------ | ------------ | ------ | ------ | ------ | ------ | ------ | ------ |
| Campionato   | .125      | 4       | 1       | 0       | 3       | 55      | 77      | 4            | 0            | 0            | 4            | 56           | 110          | 8      | 1      | 0      | 7      | 111    | 187    |
| Totale       | .125      | 4       | 1       | 0       | 3       | 55      | 77      | 4            | 0            | 0            | 4            | 56           | 110          | 8      | 1      | 0      | 7      | 111    | 187    |

## Statistiche personali

### Marcatori
| Giocatore     | Ruolo | TD rush | TD recv | TD int | TD p.ret | TD k.ret | TD oth | Xp1 | Xp2 | FG | Saf | Totale |
| ------------- | ----- | ------- | ------- | ------ | -------- | -------- | ------ | --- | --- | -- | --- | ------ |
| F. Malta      |       | 4       | 0       | 0      | 0        | 0        | 0      | 0   | 0   | 0  | 0   | 24     |
| G. Leo        |       | 0       | 1       | 0      | 0        | 0        | 0      | 9   | 2   | 0  | 0   | 19     |
| F. Ambrosano  |       | 0       | 2       | 0      | 0        | 0        | 0      | 0   | 0   | 0  | 0   | 12     |
| M. Bianco     |       | 2       | 0       | 0      | 0        | 0        | 0      | 0   | 0   | 0  | 0   | 12     |
| Trenti        |       | 2       | 0       | 0      | 0        | 0        | 0      | 0   | 0   | 0  | 0   | 12     |
| M. Turrini    |       | 0       | 1       | 0      | 0        | 0        | 0      | 0   | 1   | 0  | 0   | 8      |
| M. Chiriac    |       | 1       | 0       | 0      | 0        | 0        | 0      | 0   | 0   | 0  | 0   | 6      |
| R. Grazia     |       | 0       | 1       | 0      | 0        | 0        | 0      | 0   | 0   | 0  | 0   | 6      |
| D. Lo Sciuto  |       | 0       | 1       | 0      | 0        | 0        | 0      | 0   | 0   | 0  | 0   | 6      |
| Magni Baraldi |       | 0       | 1       | 0      | 0        | 0        | 0      | 0   | 0   | 0  | 0   | 6      |

### Passer rating
| Giocatore   | G | Att | Comp | Int | Yds | TD | NFL    | NCAA   |
| ----------- | - | --- | ---- | --- | --- | -- | ------ | ------ |
| Malta       | 8 | 204 | 80   | 15  | 974 | 7  | 35,46  | 75,94  |
| U. Barile   | 1 | 3   | 2    | 0   | 37  | 0  | 109,03 | 170,27 |
| R. Grazia   | 1 | 1   | 0    | 0   | 0   | 0  | 39,58  | 0,00   |
| L. Minopoli | 1 | 1   | 0    | 0   | 0   | 0  | 39,58  | 0,00   |